# Stadion Alfreda di Stéfana
Stadion Alfreda di Stéfana, popularno zvan Valdebebas po kvartu u kojem se nalazi, je stadion na kojem službene utakmice igra Real Madrid Castilla (Realova B momčad), a treninge obavlja Real Madrid. To je višenamjenski stadion koji služi za utakmice, treninge i ostalo. Ime je dobio po legendarnom Argentincu koji je igrao za Real, Alfredu di Stéfanu. Stadion je smješten u kompleksu Ciudad Real Madrid. Stadion je otvoren 6. svibnja 2006. utakmicom između Reala i Stade de Reimsa, gdje je se igrao "uzvrat" prvog finala Lige prvaka. Real je, kao i tadašnjem finalu bio uspješniji, i ovu utakmicu otvaranja pobijedio rezultatom 6:1. Golove su postigli Sergio Ramos i José Manuel Jurado po jednom te Antonio Cassano i Roberto Soldado po dvaput.

## Vanjske poveznice
- Estadios de Espana (engl.)